# James Gay-Rees
James Gay-Rees es un productor de cinema britànic. Ha participat a la producció de nombroses pel·lícules, inclosos els documentals aclamats per la crítica Senna (2010) i Amy (2015), pels que va guanyar nombrosos premis i nominacions.

## Biografia
Després de graduar-se de la Universitat de Southampton, Gay-Rees va començar la seva carrera cinematogràfica treballant per a Miramax a Londres. Posteriorment es va mudar a Nova York durant un any i després va començar a treballar com a cap de desenvolupament a Orbit Productions, amb seu a Los Angeles. Gay-Rees finalment va decidir guiar la seva carrera cap a la producció de documentals; la seva primera pel·lícula, Exit Through the Gift Shop (2010), va ser nominada al Premi de l'Acadèmia a la Millor Pel·lícula Documental. El seu segon film, Senna (2010), també va rebre elogis de la crítica i va guanyar un premi BAFTA al millor documental. El 2015, va produir Amy, que va ser nominada a nombrosos premis, inclosos als premis BAFTA al Millor Documental i Millor Pel·lícula Britànica, així com al Premi de l'Acadèmia a la Millor Pel·lícula Documental a la 88ª edició dels Premis de l'Acadèmia.

## Filmografia
- Exit Through the Gift Shop (2010)
- Senna (2010)
- McCullin (2012)
- The Wedding Video (2012)
- The Quiet Ones (2014)
- All This Mayhem (2014)
- Palio (2015)
- Amy (2015)
- Ronaldo (2015)
- Oasis: Supersonic (2016)
- Maradona (2018)
- Make Us Dream (2018)
- Formula 1: Drive to Survive (2019)

## Premis i nominacions
- Senna (2012):
  - Premis BAFTA (British Academy Film Awards)
    - Millor pel·lícula britànica: NOMINAT
    - Millor documental: GUANYAT

  - Premis del Sindicat de Productors
    - Productor destacat a una pel·lícula documental: NOMINAT
- Amy (2016):
  - Premis de l'Acadèmia
    - Millor pel·lícula documental: GUANYAT

  - Premis BAFTA (British Academy Film Awards)
    - Millor pel·lícula britànica: NOMINAT
    - Millor documental: GUANYAT

  - Premis Grammy
    - Millor pel·lícula musical: GUANYAT

  - Premis del Sindicat de Productors
    - Productor destacat en una pel·lícula documental: GUANYAT
- Formula 1: Drive to Survive (2022):
  - Premi Emmy d'esports
    - Millor sèrie documental: GUANYAT